# Пріска Авіті Алькарас
Пріска Авіті Алькарас (ісп. Prisca Guadalupe Awiti Alcaraz; 20 лютого 1996, Лондон, Велика Британія) — мексиканська дзюдоїстка, срібна призерка Олімпійських ігор 2024 року.

## Виступи на Олімпіадах
| Олімпіада  | Дисципліна | Місце |
| ---------- | ---------- | ----- |
| Токіо 2020 | до 63 кг   | 17    |
| Париж 2024 | до 63 кг   | 2     |

## Зовнішні посилання
- Пріска Авіті Алькарас на сайті International Judo Federation (англійська)
- Пріска Авіті Алькарас на сайті JudoInside.com (англійська)
- Пріска Авіті Алькарас на сайті AllJudo.net (французька)
- Пріска Авіті Алькарас на сайті Olympics.com (англійська)
- Пріска Авіті Алькарас на сайті Olympedia (англійська)